# テルシェイ
テルシェイ（リトアニア語: Telšiai）は、リトアニアの都市。人口22,261人（2023年）。テルシェイ郡およびジェマイティヤ地方の中心都市。マスティス湖の北側に位置し、七つの丘の上に建たれている。

## 歴史
1398年にテルシェイは文献に初めて登場した。
1536年にカトリックの教区が設立され、教会が建てられ（1602年、1700年に再建、1835年に取り壊された）、1612年に教区学校が開校し、1624年にベルナルディン会修道院が設立された（1853年に閉鎖）。
1710年頃、ペストにかかって2/3の人口が死亡。
1791年にマクデブルク法が与えられた。1738年に36の家族が住んでいた（その中26がユダヤ系）。

## 姉妹都市
- クルノフ（英語版）、チェコ
- ミンスク・マゾヴィエツキ（英語版）、ポーランド
- リーツェン（英語版）、オーストリア
- バッスム、ドイツ

## 出身著名人
- ウラジーミル・スホムリノフ - ロシア帝国の軍人
- ウィルフリッド・ヴォイニッチ - 革命家
- ロランダス・パクサス - リトアニア大統領や欧州議会議員を務めた政治家
- ギエドリュス・アルラウスキス - サッカー選手